# Шикан
Шикан е поредица от резки последователни завои, предназначени за намаляване на скоростта. В моторните спортове шиканите обикновено се изграждат в края на дълги прави участъци на пистата и са обичайно място за изпреварване. В градска среда на определени места се използват шикани за контрол на скоростта и интензивността на трафика. По подобен начин с помощта на бариери и огради се контролират също така потоци от пешеходци, велосипедисти и др.